# Maíz azul
El maíz azul (también conocido como maíz Hopi, Yoeme Blue, Tarahumara maíz azul y Rio Grande Blue) es una variedad de maíz cultivado en México y en el suroeste y sureste de los Estados Unidos.

## Cultivo
En México las principales áreas de cultivo es en los valles altos (Puebla, Tlaxcala, Estado de México, Hidalgo) donde se cultiva alrededor de un millón y medio de hectáreas de maíz. Un tercio de estos productores de maíz de temporal siembran una tercera parte de su parcela (150 mil hectáreas) con maíz de color y cosechan unas 300 mil toneladas de ésta.

## Contenido nutricional

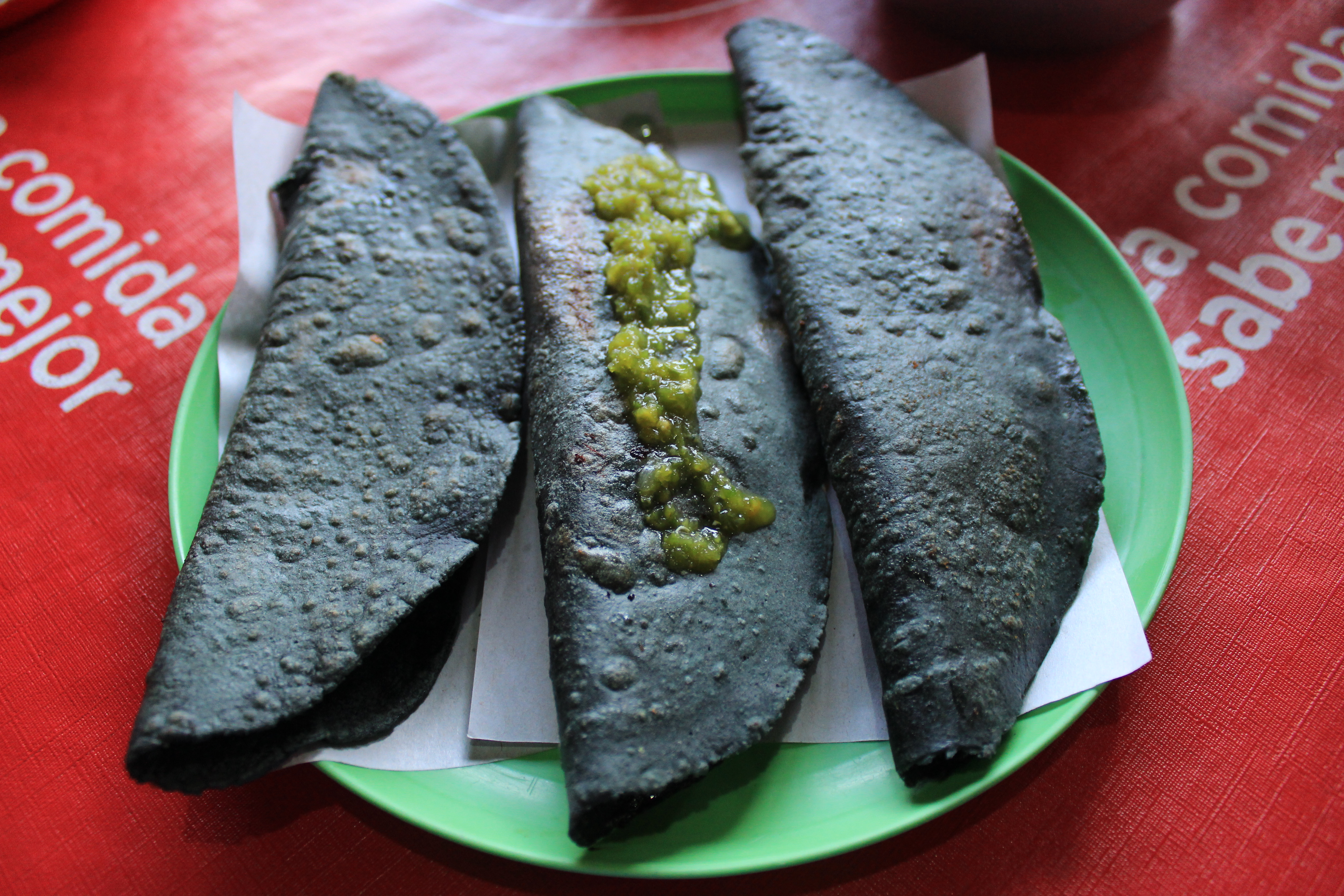
Quesadillas de maíz azul

En 100 gramos de tortilla de maíz azul (Sakwavikaviki), el contenido de proteína es de 7.8%, comparación con 5.7% en las tortillas de maíz amarillo.

## Usos alimentarios

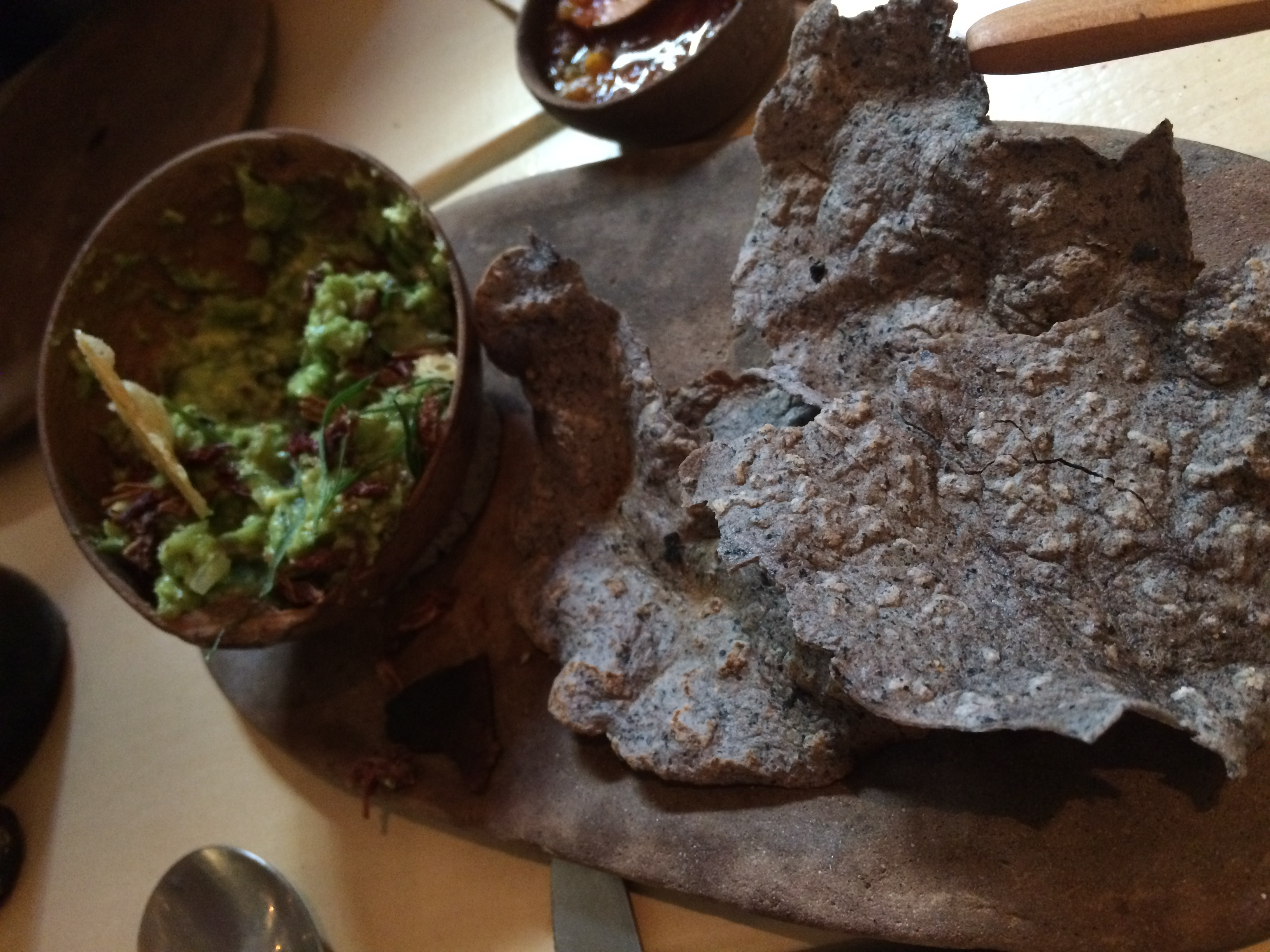
Tostadas de maíz azul con guacamole

La harina de maíz azul es utilizada en múltiples platillos. En la cocina tradicional del sur y centro de México es muchas veces utilizada para hacer tlacoyos y tortillas. En los platos Hopi generalmente se usa para hacer el pan de piki.
Además de su uso en los platos tradicionales, el maíz azul se usa comercialmente en productos como chips de maíz azul y mezcla para panqueques de maíz azul.

## Usos simbólicos
El maíz Hopi es utilizado en rituales religiosos. El maíz amarillo está asociado con el noroeste por lo que en los rituales es puesto en esta dirección; el maíz azul con el suroeste; el maíz rojo con el sureste; el maíz blanco con el nordeste; el maíz negro con el norte, y el maíz de todos los colores con el sur.